# Pansière

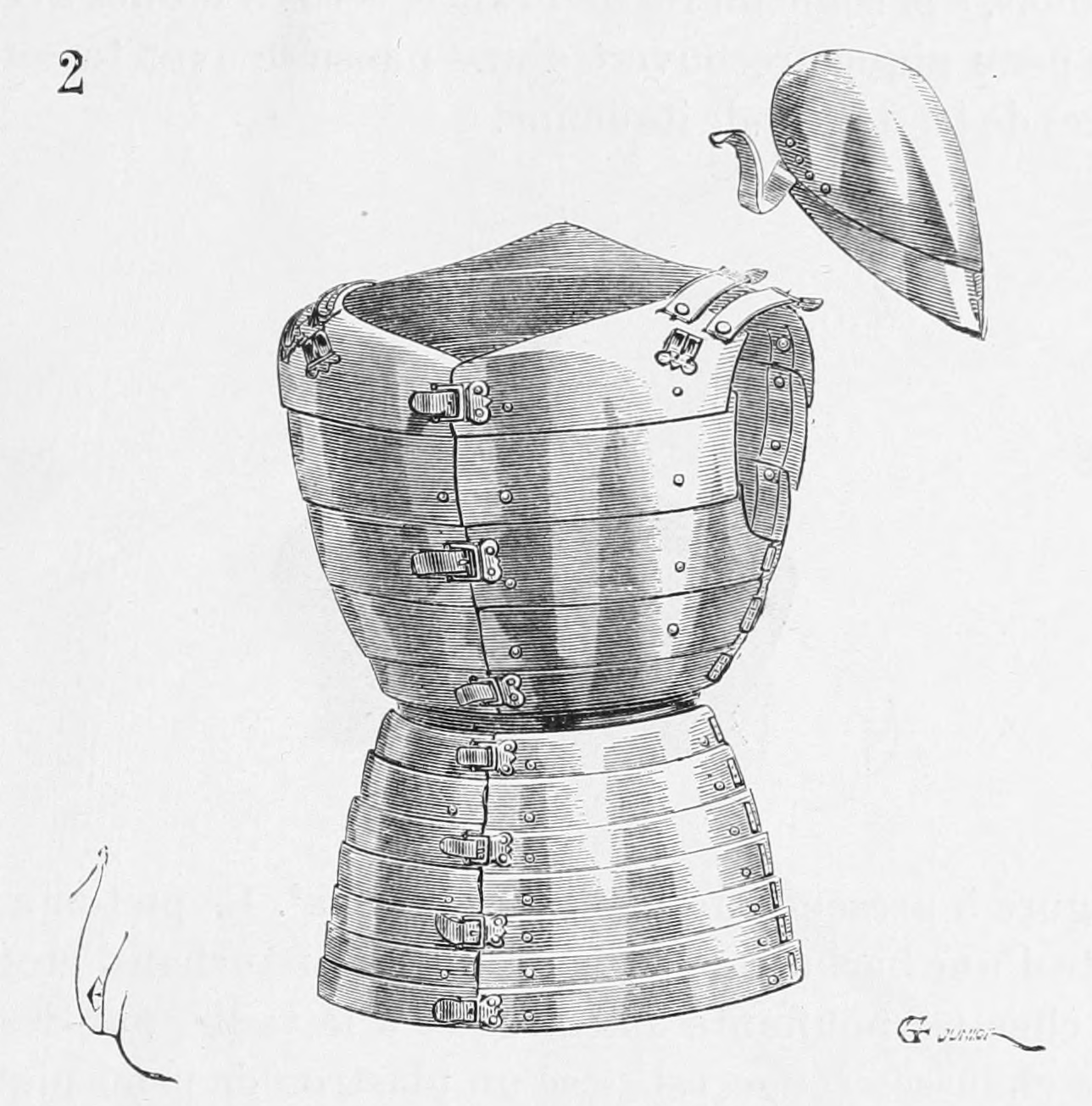

Une pansière est un habillement d'acier de la partie du corps entre les mamelles et la ceinture. 
Les hauberts de mailles ne préservant pas suffisamment la poitrine et l'estomac des coups de lance ou d'épée, vers le milieu du XIVe siècle, on posa par-dessus les protections d'usage une ou plusieurs plates d'acier. On en fit autant pour le dos, au-dessous des omoplates, des dossières. Des pansières étaient composées de lames d'acier superposées, pouvant se mouvoir les unes sur les autres, suivant les inflexions du torse. Elles étaient réunies à la dossière par des courroies aux épaules.
Les fantassins, coutiliers, archers et arbalétriers, qui devaient être armés légèrement, adoptèrent les pansières même sans dossière, parce que le dos était habituellement protégé par le pavois.
Le mot panzer, char de combat allemand, est dérivé de pansière.  

## Source
- Eugène Viollet-le-Duc, Dictionnaire raisonné du mobilier français de l'époque carlovingienne à la Renaissance, Paris, 1874 (lire en ligne), Pansière